# Max Conrat (Cohn)
Max Joseph Adolph Conrat (Cohn), född 16 september 1848 i Breslau, död 13 december 1911 i Heidelberg, var en tysk jurist.
Conrat (Cohn) blev 1870 juris doktor i Berlin, 1873 docent i Heidelberg, 1874 extra ordinarie och 1875 ordinarie professor i Zürich, 1878 professor i Amsterdam och lämnade sin lärostol 1907. Hans föräldrar, som var judar, hette Cohn; själv bar han detta namn till sitt dop 1880, varefter han skrev sig "Conrat (Cohn)". 
Han utövade omfattande och högt ansedd författarverksamhet inom romerska rättens historia; hans huvudarbeten är Geschichte der Quellen und Literatur des römischen Rechts im früheren Mittelalter I (1891) samt Bremarium Alaricianum, römisches Recht im fränkischen Reich in systematischer Darstellung (1903). Andra, mera kända verk av honom är Zum römischen Vereinsrecht, Abhandlungen aus der Rechtsgeschichte (1873), Die sogenannte actio de eo quod certo loco (1877), Beiträge zur Bearbeitung des römischen Rechts (1878, 1880), Das Florentiner Rechtsbuch, ein System römischen Privatrechts aus der Glossatorenzeit (1882), Die epitome exactis regibus, Studien zur Geschichte des römischen Rechts im Mittelalter (1884), liksom de i Amsterdams vetenskapsakademis handlingar intagna arbetena Die lex romana canonice compta (1904), Die Entstehung des westgothischen Gaius (1905) och Der westgothische Paulus (1907).